# Serpent (instrument muzyczny)

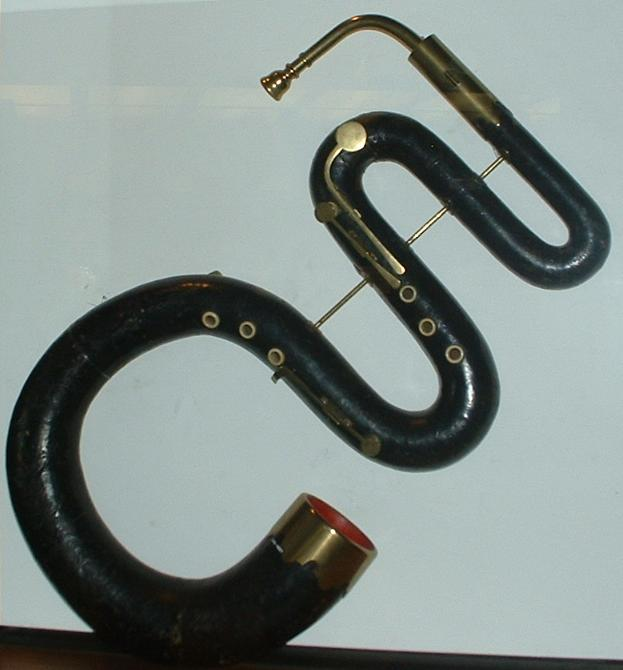
Serpent

Serpent – instrument muzyczny z rodziny cynków. Jako cynk basowy miał najniższe brzmienie w tej grupie.

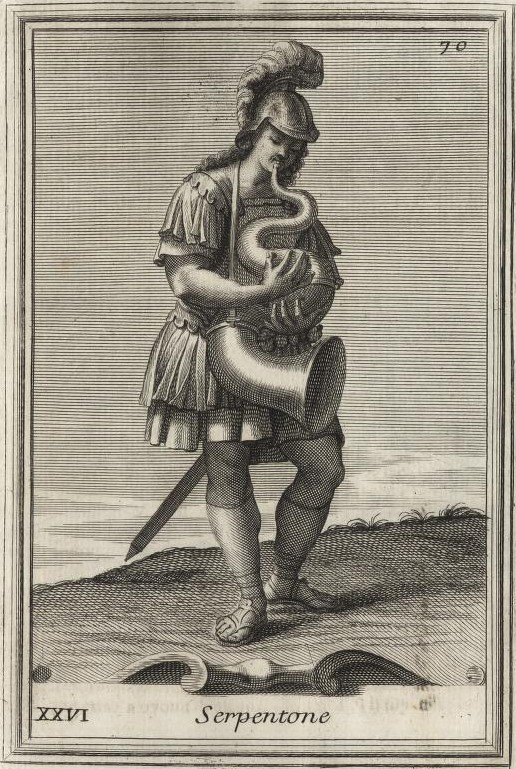
Muzyk grający na serpencie, rycina z Gabinetto Armonico pieno d'Instromenti Filippo Bonanniego (Rzym, 1723)

Serpent zbudowany był z dwóch wydrążonych drewnianych łusek drzewa kasztanowego sklejonych razem i powleczonych dla trwałości skórą. Wygięty czterokrotnie z sześcioma otworami. Ustnik był miedziany podobny do trąbkowego, ale znacznie większych rozmiarów o głębokim kielichu. Jako instrument kontrabasowy w rodzinie cynków brzmiał nisko i do wynalezienia w XVIII w. kontrafagotu posiadał najniższą skalę. Najniższym dźwiękiem serpenta było A kontra. Najczęściej strojony był w „B” i miał do dyspozycji trzy pełne oktawy.
Serpent wykorzystywany był do akompaniamentu śpiewu chóralnego. Był on w stanie towarzyszyć aż dwudziestu śpiewakom o najsilniejszych głosach, a także wykonywać najcichszą muzykę kameralną.
Kompozytorzy XVIII w. jak François-Joseph Gossec (pisał także na tubę curvę), Charles-Simon Catel i Jean-François Le Sueur wykorzystywali serpent w utworach pisanych na orkiestry dęte jako podstawa grupy puzonów. Serpent wykorzystywano także w utworach symfonicznych i operowych:
- Henri-Montan Berton w „Marszu religijnym”, opery „Monteria i Stefania”
- Gioacchino Rossini w operze „Oblężenie Koryntu” (1826)
- Felix Mendelssohn-Bartholdy w: uwerturze „Meeresstille und glückliche Fahrt” (1832), oratorium „Paulus” (1836)
- Richard Wagner w operze „Rienzi” (1840)
- Giuseppe Verdi w operze „Nieszpory sycylijskie” (1855)

Serpent – jako bas instrumentów dętych blaszanych na początku XIX w. – za czasów Napoleona Bonaparte przekształcony został w ofiklejdę. Ogromny wpływ na ten fakt miał rozwój dętych orkiestr wojskowych.
Wadą serpentu była duża wrażliwość instrumentu na warunki atmosferyczne (zmienna temperatura, wilgotność powietrza i deszcze).
Serpent – obok ofiklejdy – uważany jest za odległego przodka tuby.